# Бруно, Билли
Билли Бруно (англ. Billi Bruno; род. 20 июля 1997, Лос-Анджелес) — американская актриса. Она известна по роли Грейси Мэйбл в телесериале «Как сказал Джим».

## Биография
Родилась 20 июля 1997 года в Лос-Анджелесе, штат Калифорния, США. В семье младшая из трёх сестёр. Её сестры Челси Руссо (род. 1990) и Хэйли Руссо также пробовали свои силы в актёрском искусстве, но их карьеры были менее успешными.
С пяти лет начала сниматься в рекламных роликах. Во время учёбы в школе участвовала в театральной постановке «Мэри Поппинс». В 2001 году она дебютировала на телевидении под псевдонимом Билли Бруно. В 2003 году снялась в клипе Брэда Пейсли «Знаменитость». Пять раз (в 2002, 2004, 2005, 2006, 2007 годах) была номинирована на премию «Молодой актёр» в категории «Лучшая молодая актриса в возрасте до 10 лет» за участие в сериале «Как сказал Джим».
После закрытия сериала «Как сказал Джим», Билли была приглашена на одну из ролей в фильм «Элоиза в Париже». Однако вскоре у проекта возникли финансовые трудности и он был заморожен на неопределенное время.

## Номинации и награды
| Год  | Награда       | Категория                                   | Работа          | Результат |
| ---- | ------------- | ------------------------------------------- | --------------- | --------- |
| 2002 | Молодой актёр | Лучшая молодая актриса в возрасте до 10 лет | Как сказал Джим | Номинация |
| 2004 | Молодой актёр | Лучшая молодая актриса в возрасте до 10 лет | Как сказал Джим | Номинация |
| 2005 | Молодой актёр | Лучшая молодая актриса в возрасте до 10 лет | Как сказал Джим | Номинация |
| 2006 | Молодой актёр | Лучшая молодая актриса в возрасте до 10 лет | Как сказал Джим | Номинация |
| 2007 | Молодой актёр | Лучшая молодая актриса в возрасте до 10 лет | Как сказал Джим | Номинация |

## Фильмография
| Год       |   | Русское название | Оригинальное название | Роль         |
| --------- | - | ---------------- | --------------------- | ------------ |
| 2001—2009 | с | Как сказал Джим  | According to Jim      | Грейси Мэйбл |
| 2017      | ф | Элоиза в Париже  | Eloise in Paris       | девочка      |